# Széder

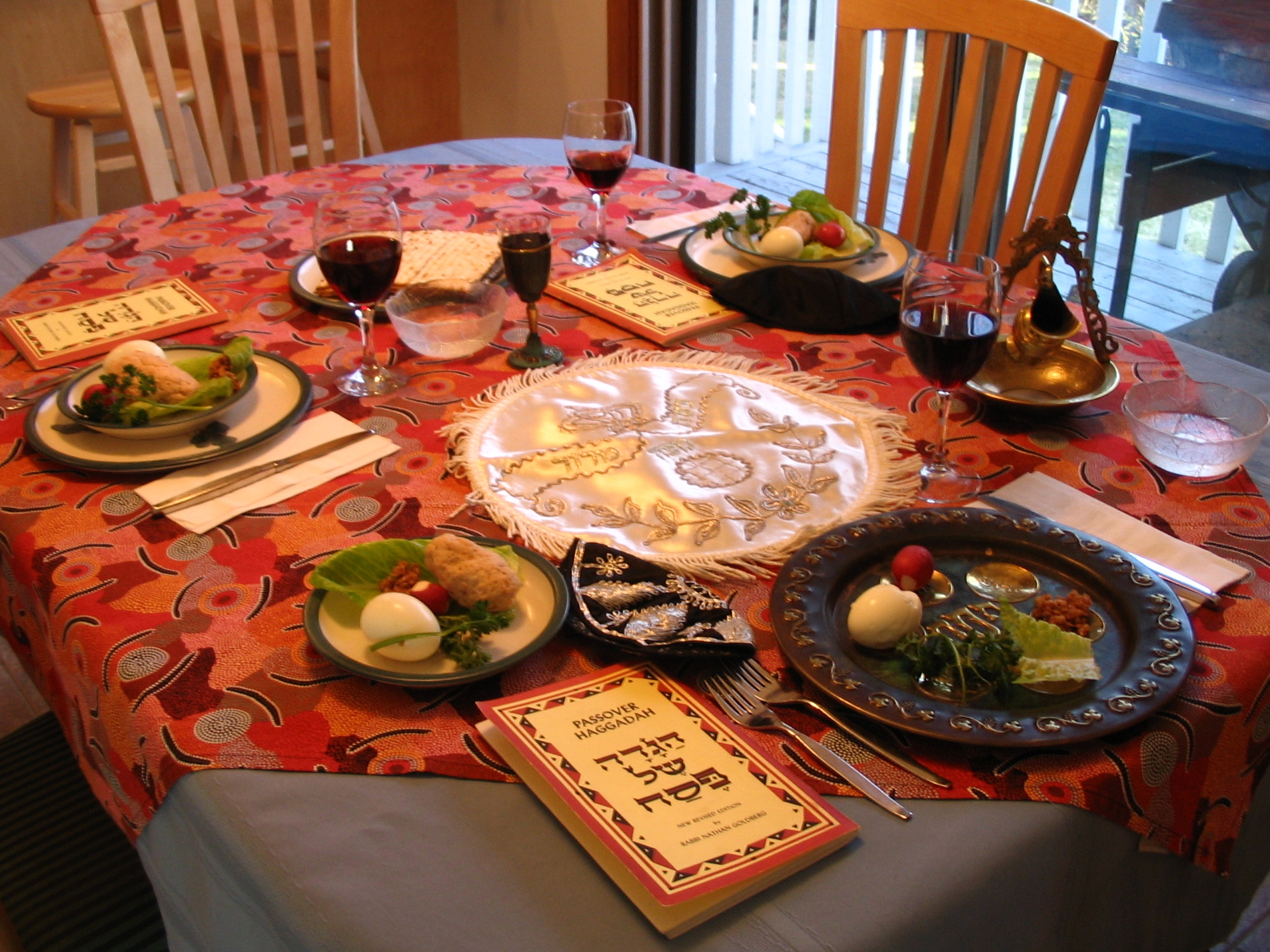
Az asztal előkészítve

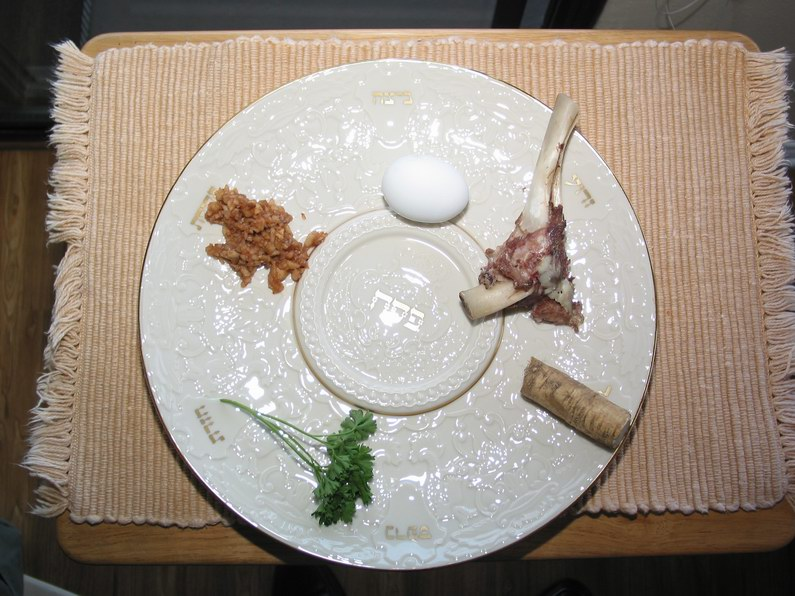
Modern szédertál a széderi vacsora fontos elemeivel

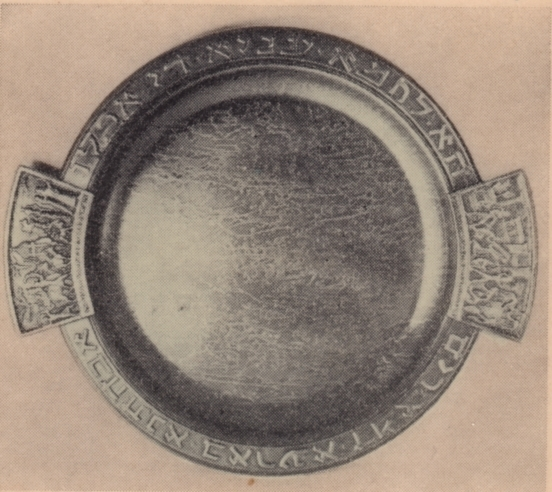
Szédertál (1948 Pal-Bell – Maurice Ascalon)

A héber széder szó (סדר) rendet jelent, pészah estéjét a rend éjszakájának nevezik (ליל הסדר – lél hászéder). Őrködés vagy megőrzés éjszakájának is nevezik (lél simurim).
„Az Úr tiszteletére rendelt éjszaka ez, a melyen kihozta őket Égyiptom földéről; az Úr tiszteletére rendelt éjszaka Izráel minden fiai előtt nemzetségről nemzetségre.”
Pészah estéjén egy különös rend szerint zajló vacsorát tartanak, melyben a Hagada elmondásával emlékeznek az Egyiptomból, a szolgaság földjéről való szabadulásra. A zsidók ilyenkor átélik a szabadítást, és ezt szavakkal is kifejezik (engem mentett ki Isten…)
Izraelen kívül két szédert tartanak a zsidók, emlékül a régi időkre, amikor még nehezen sikerült a hónapok kezdetét kihirdetni.

## Az előkészületek

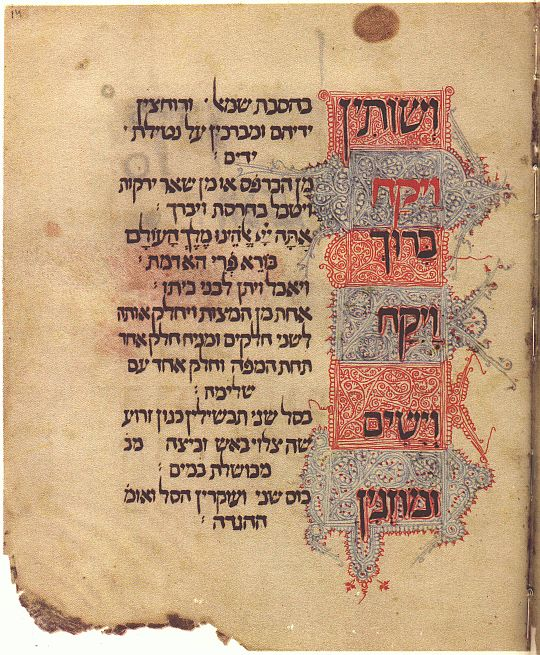
A Kaufmann Hagada 14. oldala

Az erev pészah során előkészítik a vacsorához szükséges tárgyakat, élelmiszereket. A Hagada minden személy részére szükséges kellék a széderestén, ugyanis ebben van leírva a részletes rend. Szokás egy karosszéket (kispárnával) készíteni az asztal mellé a széder vezetője számára, ezzel is jelezve, van idő a beszélgetésre. Egyes helyeken egy második karosszéket is készítenek az asztalhoz, várván „azt a zsidót”, aki valamiért nincs ott (nem érdekli, beteg, nem lehet jelen). A széder vezetője és a nős férfiak fehér köntösben (kitli) vesznek részt az alkalmon. Az asztalnál a családfő, vagy a széder vezetőjének helye a főhely, jobbjára a legfiatalabb gyermeknek terítenek, baljára kerül Illés, vagy a vendég széke.
Az ünnepi asztalon a következő kellékek szerepelnek:
- szédertál, rajta ételek:
  - zroá (זרוע) – egy darab sült csirkehús (nyak, vagy szárny, melyet nem fogyasztanak el; a tál jobb felső részén)
  - bécá (ביצה) – egy sült vagy főtt tojás (a tál bal felső részén)
  - máror (מרור) – keserűfű (cházeret, torma és fejes saláta az előző kettő alatt)
  - chároszet (חרוסת) – reszelt alma, körte, dió, fahéj és bor keveréke (a keserűfű alatt jobb oldalon)
  - kárpász (כרפס) – valamilyen zöldség (a keserűfű alatt bal oldalon)
  - koréch (כורך – alul középen ismét keserűfű, ugyan az, mint a máror)
- bor (legalább 3,5 dl személyenként, helyette lehet szőlőlé is)
- pohár (mindenkinek)
- egy nagy és díszes serleg (Élijáhu/Illés serlege)
- egy tálka sós víz
- három darab pászka (macá, macesz)
- ünnepi gyertyák (legalább kettő)

Szokás az asztalra kitenni széderkor a család aranyát, ékszereit, emlékül az Egyiptomból kihozott kincsekre.
A zroá jelképezi azt az egészben sült bárányt, amelyet a templom fennállásakor a szentélynél áldoztak. A templom a zsidó hit szerint még nem áll, ezért nem fogyasztják el az áldozatot. (A kereszténység Jézusban látja a messiást, aki a templomot a hívők közösségében építette fel. Az új templomban Jézus a bárány, vagyis az áldozat.)

## A széder szédere (a pészah este rendje –széder lél pészah)
Gyertyagyújtás (mááriv) után a következőképpen zajlik a széder este:

### Kidus
(קדש) A kidus, vagy kádés egy általánosan használt (minden szombat előtt) áldásmondás a borra. Az áldást teli pohár vörösborra szokás mondani. A széder folyamán összesen négy pohár bort fogyaszt el minden személy, ebből a kidus az első. A bort esetenként mások töltik a poharakba, hogy ezzel is nyilvánvalóbbá váljon a szabadság érzése. Az áldást minden résztvevő elmondja a borra, de nőknek nem kötelező, helyettük a széder vezetője is megteheti azt. A férfiak az ivást balra dőlve végzik el, lehetőleg egy hajtásra.

### Urchác
(ורחץ) A zsidók szokásos rituális bemosakodása, melyet kenyérevés előtt végeznek, ám ennél az alkalomnál elmarad a kenyér megáldása (ál nötilát jádájim), mivel a kenyér elfogyasztása csak később lesz esedékes. Ez a szertartás a megtisztulást jelképezi.

### Kárpász
(כרפס) A kárpász (vagyis hagyma vagy főtt burgonya) sós vízbe mártása. A vízbemártást áldásmondás követi (boré pri háádámá). Ez az áldás vonatkozik a márorra és a koréchre is. Az étkezés utáni maradék nem kerül vissza a szédertálra. A kárpász, vagyis a zöld növény utal a tavaszra, a sós víz pedig a szolgaság könnyeire.

### Jáchác

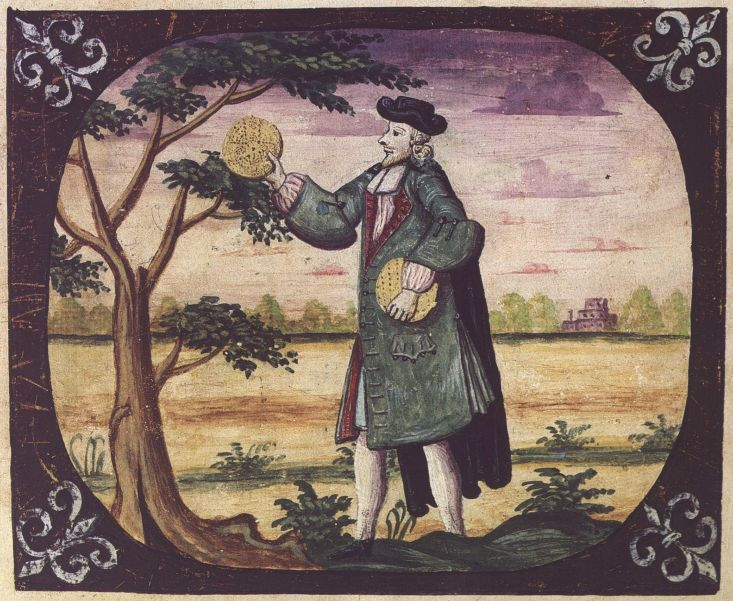
Egy pászkát tartó férfi. A Koppenhágai Hagada illusztrációja (készítette Philip Isac Levy 1739-ben)

(יחץ) A középső pászka kettétörése. A pászka nagyobbik felét további darabokra törik és elrejtik. A pászkának ezt a széttört részét ezután áfikománnak nevezik és a vacsora vége felé elfogyasztják. A kisebbik (össze nem tört) darab visszakerül a másik két pászka közé.

### Mágid
(מגיד) A pászka részleges kitakarása után ülő helyzetben elmondják a Hagada hé láchmá ánjá kezdetű részét. Visszatakarják a pászkát, félrehúzzák a szédertálat és kitöltik a második pohár bort. Elhangzik a má nistáná.
Folytatják a Hagada szövegének felsorolását (dám váés vötimrot ásán, tíz csapást és döcách, ádász böácháv), közben fröccsentenek ujjukkal, vagy loccsantanak tizenhatszor a borból egy törött edénybe (a loccsantások a szenvedésre, a kifolyt vérre emlékeztetik a széder résztvevőit). Természetesen a pohárból kikerült bor nem használható, ezért a poharat újra megtöltik.
A mácá… má és a máror… má kezdetű részeknél a megfelelő élelmiszereket érintik meg (mácá, vagyis pászka, máror, vagyis keserűfű).

### Ráchcá
(רחץ) Újabb rituális bemosakodás. Itt elhangzik az ál nötilát jádájim áldás.

### Moci és Macá
(מוציא / מצה) A maradék pászka megáldása (hámóci – המוציא).
Újabb áldásként az ál áchilát mácá hangzik el, amelyet az elrejtett pászkadarabokra és a maradékra is értenek. Minden darabból törnek és elfogyasztják. Ennél a résznél és a következő kettőnél is igyekeznek csendben folytatni a szertartást.

### Máror
(מרור) A keserűfűvet chároszetbe mártják és lerázzák a rátapadt masszát. Áldást mondanak (ál áchilát máror), mely a márorra és a koréchre is értendő, majd elfogyasztják a márort.

### Koréch

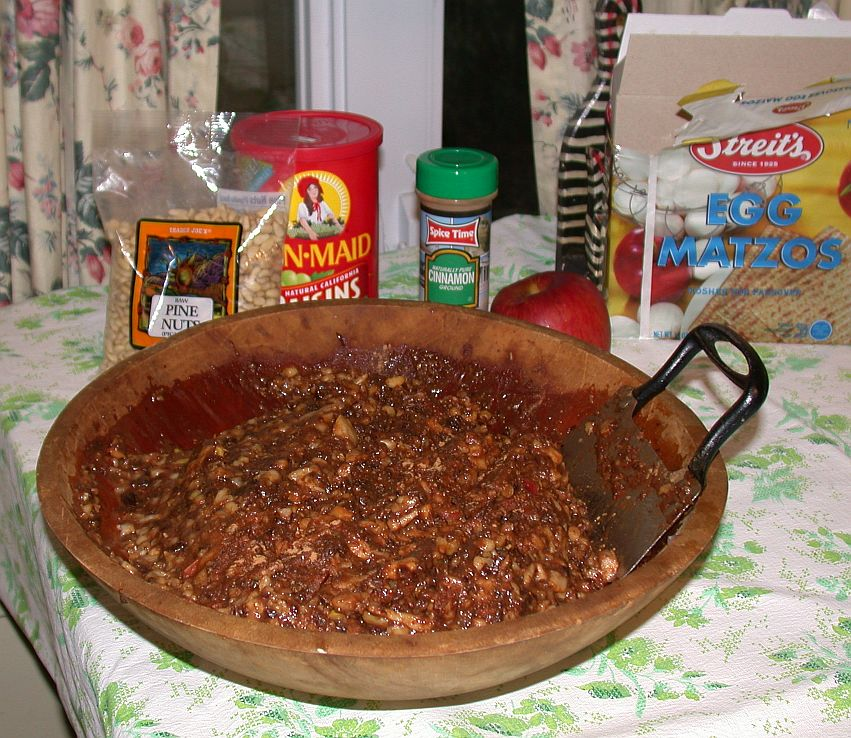
Chároszetkészítés közben

(כורך) Az alsó pászkából letört darabok közé chároszetes keserűfűvet tesznek, majd egy szakaszt olvasnak a Hagadából (kén ászá Hilél). Balra dőlve elfogyasztják az imént készített falatot.

### Sulchán Oréch
(שולחן עורך) A vacsora tálalása, a héber szöveg: az asztal előkészítve. A vacsorát nem feltétlenül balra dőlve folytatják. Elsőként a bécát martják háromszor a sós vízbe, majd fogyasztják el. A vacsora alatt bort szokás inni a négy pohár kötelező boron túl is. A mácá, vagyis a pászka letakarása azért is fontos, mert a szigorúbb szabályok szerint nem lehet vizes, ezt leginkább a chászid zsidók tartják nagyon fontosnak. Annyit fogyasztanak, amennyi jólesik, de az áfikomán számára mindenképpen hagynak helyet, hogy azzal lakjanak jól.

### Cáfun
(צפון) Az áfikomán elfogyasztása balra dőlve. Az elrejtett maceszdarabokat ilyenkor keresik meg (rendszerint a gyerekek). Az izraeli zsidóság éjfél előtt fogyasztja el az áfikománt, tehát az előző részeket úgy kell időzíteni, hogy nehogy elmúljon éjfél, mire a cáfunhoz érnek. Izraelen kívül (ahol két szédervacsorát tartanak) csak az első széder esetén fontos, hogy az áfikománt éjfél előtt vegyék magukhoz. Az összetört macesz jelképezi a páskabárányt. Ezután már nem szabad több ételt megenni.

### Bérách
(ברך) Tiszta poharakba kitöltik a harmadik pohár bort (a megváltás pohara). Ismét rituális bemosakodás következik (májim ácháronim).
Bencsolás a szédert levezető személy vezetésével:
Felemelik a poharakat és úgy tartják a Jerusálájim áménig. A vezető a megfelelő szakaszoknál felemeli hangját, a résztvevők ilyenkor, és ha maguk is a szakaszok végén járnak, áment mondanak.
Bencsolás után ismét felemelik poharaikat, áldást mondanak (boré pri hágáfen), majd megisszák a bort.
Megtöltik a negyedik poharat és Illés próféta serlegét, majd égő gyertyákkal kezeikben kinyitják az utcára vagy udvarra nyíló ajtót. Az ajtóban (vagy akik az asztalnál maradtak, az asztalnál ülve) mondják el a sfoch chámátchá kezdetű szakaszt.

### Hállél
(הלל) Közösen elmondják a Hálél befejező részét, úgy, hogy a vezető előimádkozására a többi résztvevő felel a refrénekkel.
A negyedik pohár bor (elfogadás, vagy dicséret pohara) elfogyasztása előtt áldást mondanak (boré pri hágáfen), az ivást utóáldás követi (ál pri…).
Az Illésnek szánt bort visszaöntik az üvegbe.

### Nircá
(נירצה) Befejezés. A zsidó felfogás szerint a széder helyes megtartásával Isten kedvére tesznek. Az első széderest után lefekvés előtt nem a szokásos imát mondják, hanem csak a sömá első szakaszát (hámápil áldás). A második estétől visszaáll a szokásos lefekvés előtti rend.
A szédereste kötöttsége mellett helyt ad a hagada egyes történeteinek személyes magyarázatára is. Mit jelent az egyén számára a szabadulás…
Elköszönés az alkalom végén: Lesáná hábáá birusálájim! (A jövő évben Jeruzsálemben!)

## A bor négyszeri ivása
„Annakokáért mondd meg az Izráel fiainak: Én vagyok az Úr és kiviszlek titeket Égyiptom nehéz munkái alól és megszabadítlak titeket az ő szolgálatjoktól és megmentlek titeket kinyújtott karral és nagy büntető ítéletek által. És népemmé fogadlak titeket s Istentekké lészek néktek és megtudjátok, hogy én vagyok a ti Uratok Istentek, a ki kihoztalak titeket Égyiptom nehéz munkái alól.”
Mózes II. könyve 6. fejezet 6–7. (Károli Gáspár fordítása)
- megszabadítalak, kivezetlek (hocéti) – A fizikai szabadulás (Egyiptomból)
- megmentelek (hicálti) – megváltás a szolgaságból
- megváltalak (gáálti) – szabad néppé formálódás
- népemmé fogadlak (lákáhti) – isteni kiválasztás (lásd sávuot)

…és az ötödik (Illés próféta kelyhe):
- beviszlek titeket az országba – ez a Szentföldre vonatkozik, amelyen a szentély újra áll a messiás eljövetelekor… (Az ötödik pohár bort nem isszák meg, mert még várják a Messiást.)

## Külső hivatkozások
- Lauder Javne Iskola – Széder
- zsido.com – A széder-est lefolyása Archiválva 2005. december 25-i dátummal a Wayback Machine-ben
- zsido.hu – A negyedik nemzedék
- Hetek – Miben különbözik ez az este
- zsido.com – Belekortyol-e Élijahu a borba? Archiválva 2005. december 25-i dátummal a Wayback Machine-ben